# Корнилов, Леонид Викторович
Леони́д Ви́кторович Корни́лов (9 марта 1937 года — 5 ноября 2007 года) — русский писатель, журналист, публицист. Сын писателя Виктора Драгунского.

## Биография
Леонид Викторович Корнилов родился в 1937 году. Сын Виктора Драгунского и его первой жены, актрисы Елены Петровны Корниловой.

Закончил МГУ, экономический факультет.

Долгие годы он работал в «Известиях», «Неделе» (еженедельное приложение к «Известиям»).
Занимал пост ответственного секретаря, а позже — заместителя главного редактора «Недели».

Работал собкором «Известий»: в Чехословакии и Польше. Учредил газетную полосу «Экспертиза».

Создал издательство «Маросейка».
Жил в Москве на Селезнёвской улице, дом 34.

Скончался 5 ноября 2007 года.

Л. В. Корнилов похоронен на Введенском кладбище (участок 10).

### Семья
- Мать: Елена Петровна Корнилова, актриса.
- Отец: Виктор Юзефович Драгунский, писатель.
  - Единокровный брат: Денис Драгунский, писатель, журналист.
    - Племянница: журналистка и дизайнер Ирина Драгунская.

  - Единокровная сестра: Ксения Драгунская, драматург и прозаик.
    - Племянник: Артём[2].
- Дочь: Лика (Лидия Леонидовна) Корнилова[3].
- Брат бабушки: Исаак Львович Драгунский (1892—1938), до 1924 года председатель Гомельского губернского суда, затем прокурор Ивановской Промышленной области (1931—1934) и Азовско-Черноморского края (1934—1937), расстрелян[4][5].

## Цитата
Денис Викторович Драгунский:
…мне вспоминается мой старший брат Леонид Викторович Корнилов. Он носил фамилию своей матери, первой жены нашего с ним отца. Он умер 5 ноября 2007 года… Мой брат был журналист незаурядный, причём не только и не столько пишущий (или берущий интервью), сколько редактор. Опять же не в смысле работы над чужими текстами, а в смысле делания газеты. Он был из коллектива знаменитой в 1960—1970-х годах газеты «Неделя» (приложение к «Известиям») — сначала ответственный секретарь, потом замглавного. Он был мастером создания номера, его архитектором, виртуозом сочинения полосы и разворота, изобретателем шапок и подзаголовков, артистом рубрик и подписей к рисункам и фотографиям. Кроме того, организатором материалов. Это на самом деле редкий дар.

Я часто заходил к нему в редакцию и прекрасно помню особый редакционный воздух семидесятых…